# 태즈메이니아긴쥐박쥐
태즈메이니아긴귀박쥐(Nyctophilus sherrini)는 애기박쥐과에 속하는 박쥐의 일종이다. 태즈메이니아의 토착종이다.

## 특징
작은 크기의 박쥐로 전완장은 44.3~46.4mm, 정강이뼈 길이는 20~21.1mm이다. 귀 길이는 27.2~29.8mm이고, 몸무게는 최대 18.9g이다.

## 분포 및 서식지
태즈메이니아 주의 토착종이다. 경엽수림 건조림에서 서식한다.